# SV Allenstein
Sportverein Allenstein 1910 e.V. – niemiecki klub piłkarski z siedzibą w Olsztynie (niem. Allenstein). Istniał w latach 1910–1945.

## Historia
Klub został założony w 1910 roku jako sukcesor klubu Fußballklub 1907 Allenstein. Przez pierwsze trzy lata istnienia, występował najwyższej lidze regionalnej rozgrywek organizowanych przez Baltenverband (bałtycki związek piłki nożnej). Następnie grał w niższych klasach rozgrywkowych, a w 1935 roku awansował do Gauligi (grupa Ostpreußen), będącej wówczas najwyższą ligą. Spędził w niej trzy sezony, a następnie spadł z ligi w wyniku reorganizacji polegającej na połączeniu grup Gauligi – Allenstein, Danzig, Gumbinnen oraz Königsberg w jedną dywizję i zmniejszeniu liczby drużyn uczestniczących w rozgrywkach z 28 do 10. Następnie połączył się z Viktorią Allenstein i w sezonie 1939/1940 pod nazwą SG Allenstein ponownie wziął udział w rozgrywkach Gauligi. W 1940 roku SV Allenstein na nowo stał się jednak niezależnym klubem. W sezonie 1943/1944 powrócił do Gauligi i zajął w niej wówczas 3. miejsce. Był to jednak ostatni sezon funkcjonowania grupy Ostpreußen. W 1945 roku w wyniku przyłączenia Olsztyna do Polski, klub został rozwiązany.
Zawodnikiem SV Allenstein był Kurt Baluses.

## Występy w Gaulidze
| Liga                                        | Sezon     | Pozycja |
| ------------------------------------------- | --------- | ------- |
| Gauliga Ostpreußen Bezirksklasse Allenstein | 1935/1936 | 4.      |
| Gauliga Ostpreußen Bezirksklasse Allenstein | 1936/1937 | 6.      |
| Gauliga Ostpreußen Bezirksklasse Allenstein | 1937/1938 | 5.      |
| Gauliga Ostpreußen                          | 1943/1944 | 3.      |